# Lourdesgrot (Slenaken)

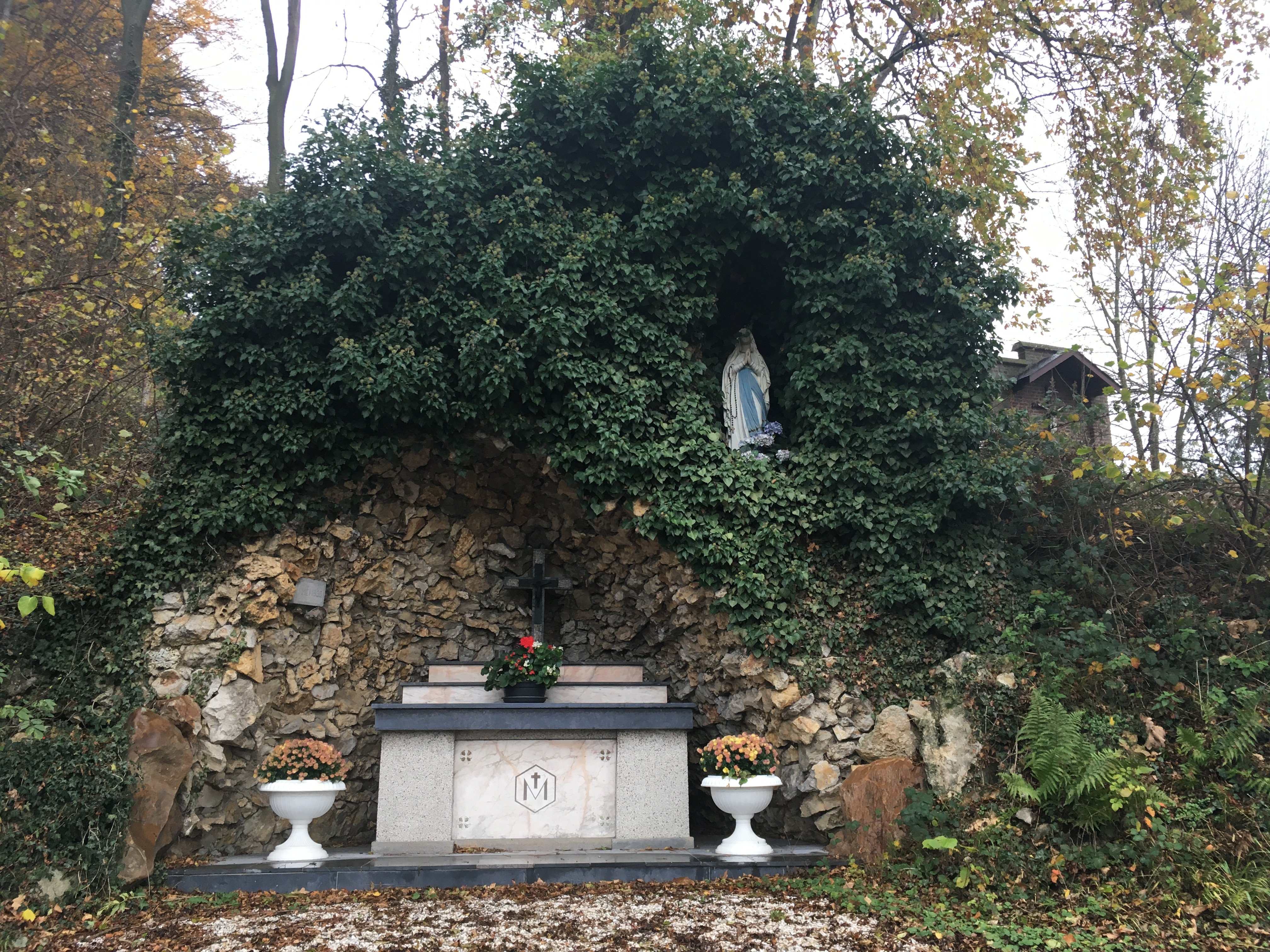
Lourdesgrot in Slenaken

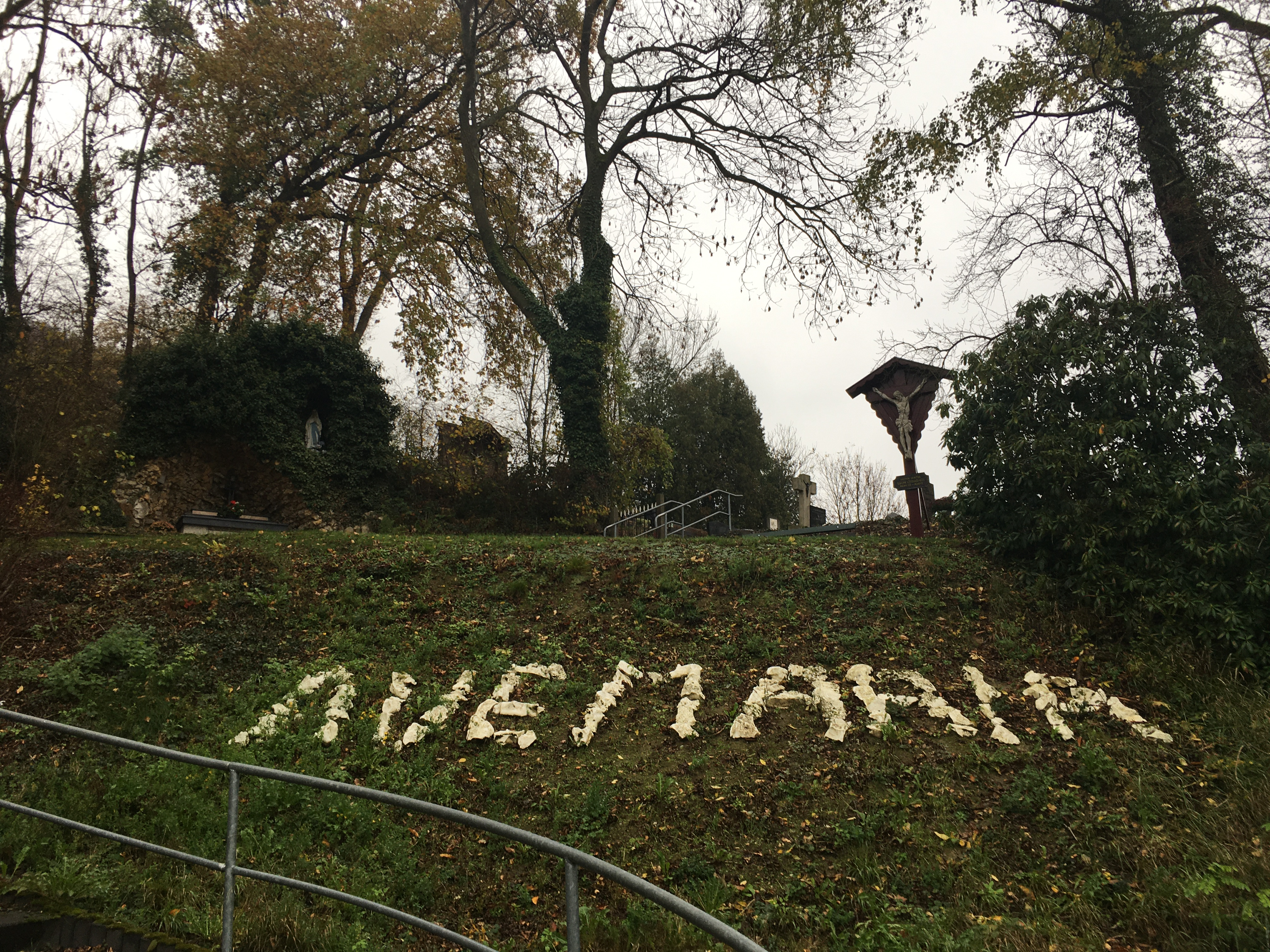
"Ave Maria" voor de grot en het kruis

De Lourdesgrot is een religieus bouwwerk in Slenaken in de Nederlandse gemeente Gulpen-Wittem. De Lourdesgrot staat op de Loorberg naast een kruisbeeld en de begraafplaats, uitkijkend over het dorp in het dal van de Gulp. Vanaf de openbare weg aan de voet van de beklimming zijn duidelijk de stenen te zien die voor de grot zijn neergelegd als de letters "AVE MARIA".

## Geschiedenis
De Lourdesgrot is gebouwd in 1935, op initiatief van pastoor Schrijen. Op een ingemetselde steen staat de datum 1 mei 1935.
Ter gelegenheid van het 75-jarig bestaan in 2010 werd de trap en het Mariabeeld gerenoveerd.
Elk jaar vindt er in mei een openluchtmis plaats.

## Grot
De grot is opgetrokken uit vuursteen. In de grotholte staat een altaar. Rechtsboven de grotholte bevindt zich een nis met Mariabeeld.